# Rohačky
Rohačky jsou nákladní, většinou tříoplenové saně, přibližně dva metry dlouhé a 60 až 80 centimetrů široké. Sloužily nejčastěji ke svážení dřeva či jiného nákladu. Mohly být taženy koněm, ale častěji tomu tak nebylo – za koně se zapřahávaly ještě větší druhy saní, které však z konstrukce rohaček vycházejí.
Výrobou rohaček se historicky zabývali koláři, dnes se již běžně nevyrábí. K původnímu účelu se již téměř nevyužívají, ale dodnes jsou používány k zábavě či sportu. Známé jsou závody na rohačkách v Malé Úpě.

## Konstrukce rohaček

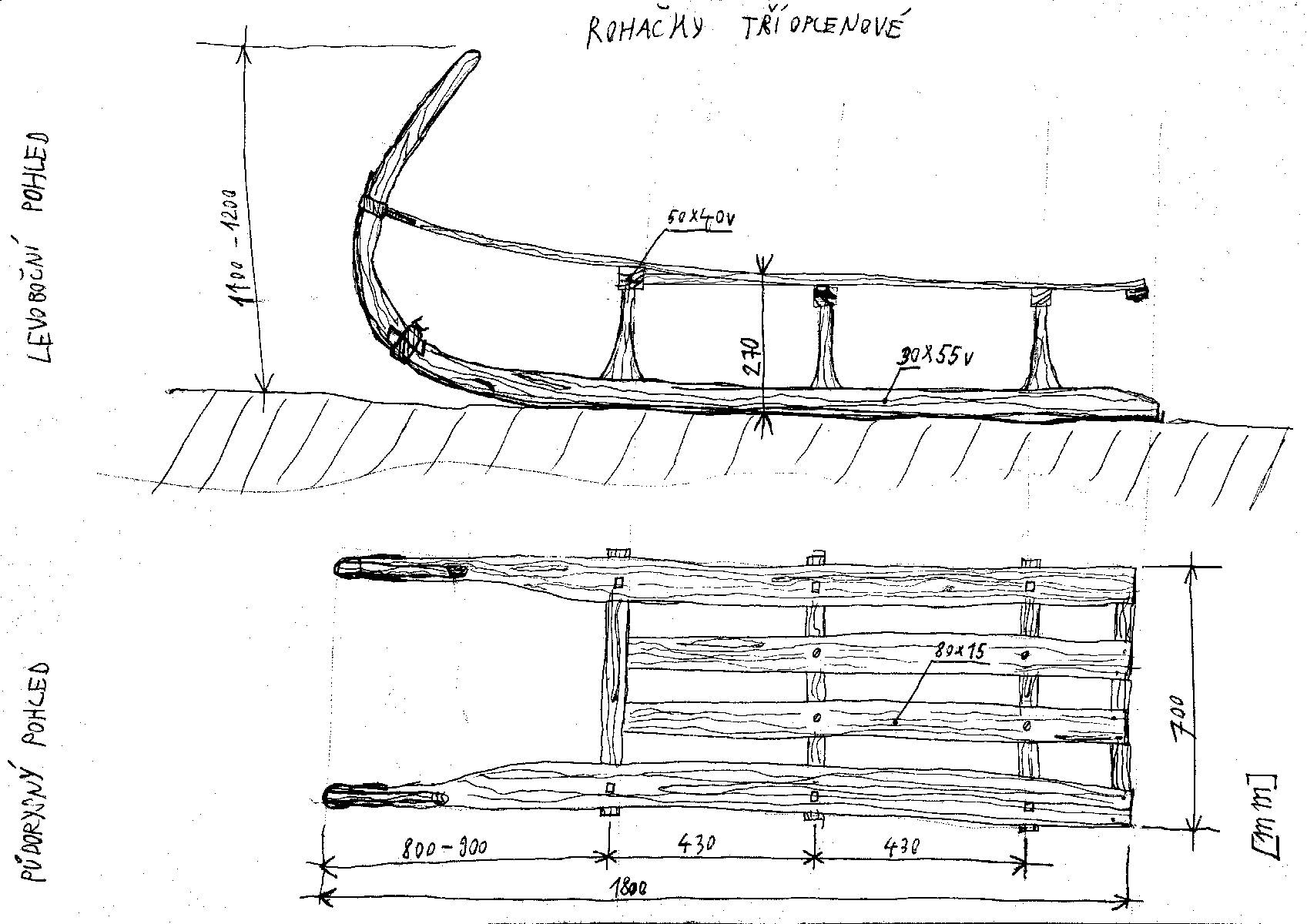
Nákres typických rohaček

Přední konec sanice ční v přibližně svislé, případně mírně zpětně ohnuté poloze. Řidič stojí vpředu mezi sanicemi, při jízdě z kopce se jich drží a brzdí svýma nohama. Ložná plocha je tvořena několika širokými lištami. Krajní lišty vedou v celé délce saní, vpředu jsou spojeny se sanicí. Mezilehlé lišty jsou spojeny s prvním oplenem. Mohou k němu být přibity nebo do něho být začepovány.
Sanice je ze dvou částí, přičemž tyto části nejsou uměle ohýbané, ale jsou vyřezané z přirozeně rostlého dřeva vhodného tvaru. Tvar sanice vyplývá z tvaru původního materiálu. Části sanice jsou vzájemně spojeny, většinou přeplátováním s šikmými čely a zajištěny hřebíkem nebo vrutem a třmenem. Skluznice jsou z pásové oceli jako u jiných saní.
Rohačky bývají vyráběny z jasanového dřeva, s výjimkou sanice. Ta může být z různých dřevin – zde záleží hlavně na tvaru. Nejčastěji se jedná o dřevo břízy, osiky, jasanu či javoru.